# Мамонтов Юрій Олександрович
Юрій Олександрович Мамонтов (рос. Юрий Александрович Мамонтов; 10 лютого 1989, м. Москва, СРСР) — російський хокеїст, захисник. Виступає за ХК «Рязань» у Вищій хокейній лізі. 
Виступав за: «Капітан» (Ступіно), «Митищінські Атланти», «Титан» (Клин), ХК «Рязань».